# Kasteel van Le Terral
Het Kasteel van Le Terral (Frans: Château du Terral) is een kasteel in de Franse gemeente Ouveillan. Het kasteel is een beschermd historisch monument sinds 2003.